# دانيلو سيلفا
دانيلو سيلفا (بالبرتغالية: Danilo Silva‏) هو لاعب كرة قدم برازيلي في مركز الدفاع، ولد في 24 نوفمبر 1986 في كامبيناس في البرازيل. لعب مع دينامو كييف ونادي إنترناسيونال ونادي ساو باولو ونادي غواراني ونيويورك ريد بولز.

## وصلات خارجية
- دانيلو سيلفا على موقع اتحاد أوكرانيا (الإنجليزية)
- دانيلو سيلفا على موقع الدوري الأمريكي (الإنجليزية)
- دانيلو سيلفا على موقع قاعدة بيانات كرة القدم.إي يو (الإنجليزية)
- دانيلو سيلفا على موقع Soccerway.com (الإنجليزية)
- دانيلو سيلفا على موقع عالم كرة القدم.نت (الإنجليزية)
- دانيلو سيلفا على موقع AS.com (الإسبانية)